# توشيو تاكاباياشي
توشيو تاكاباياشي (باليابانية: 高林 敏夫) (مواليد 15 نوفمبر 1953)، هو لاعب كرة قدم ياباني سابق كان يلعب كمهاجم. سبق له أن لعب مع منتخب اليابان.

## وصلات خارجية
- توشيو تاكاباياشي على موقع ناشيونال فوتبول تيمز (الإنجليزية)

- National Football Teams
- Japan National Football Team Database